# Susan Flannery
Susan Flannery (Jersey City, Nueva Jersey; 13 de julio de 1939) es una actriz estadounidense ganadora de un Globo de Oro y cuatro premios Emmy. Es más conocida por interpretar el rol de Stephanie Forrester en la telenovela The Bold and the Beautiful, de la cadena CBS.

## Biografía
Flannery saltó a la fama al interpretar a la doctora Laura Spencer Horton en la telenovela Days of our Lives, desde 1966 hasta 1975. En 1974 actuó en la película The Towering Inferno, actuación que le valió un Globo de Oro a la nueva actriz del año. Después, apareció en diversas series televisivas como Dallas, en la que encarnó el rol de Leslie Stewart durante la cuarta temporada (1980-1981).
Desde 1987 y hasta 2012 actuó en la telenovela The Bold and the Beautiful; en 2018 su voz hizo una aparición en un episodio de la misma telenovela.